# Redygierowo
Redygierowo (biał. Радзігерава, Radzihierawa; ros. Редигерово, Riedigierowo) – agromiasteczko na Białorusi, w obwodzie brzeskim, w rejonie łuninieckim, w sielsowiecie Redygierowo.
Siedziba parafii prawosławnej pw. Kazańskiej Ikony Matki Bożej.
W dwudziestoleciu międzywojennym leżało w Polsce, w województwie poleskim, w powiecie łuninieckim, w gminie Łachwa. Po II wojnie światowej w granicach Związku Radzieckiego. Od 1991 w niepodległej Białorusi.